# 萨雷佐
萨雷佐（義大利語：Sarezzo），是意大利布雷西亚省的一个市镇。总面积17平方公里，人口13260人，人口密度780.0人/平方公里（2009年）。国家统计（ISTAT）代码为017174。

## 友好城市
- 法國上阿斯拉克